# Joseph Lambert Eustace
Sir Joseph Lambert Eustace GCMG, GCVO (* 28. Februar 1908; † 2. November 1996) war ein Politiker der St. Vincent Labour Party (SVLP), der zwischen 1985 und 1988 Generalgouverneur von St. Vincent und den Grenadinen war.

## Leben
Eustace, zweiter Sohn von Reynold Lambert Eustace and Beatrice St. Hilaire, gründete nach dem Schulbesuch im November 1926 zusammen mit seinem älteren Bruder John Parmenas Eustace die Intermediate School, an der er selbst 1932 unterrichtete. Danach nahm er eine Tätigkeit als Lehrer an der St. Vincent Boys Grammar School an und war später zwischen 1950 und 1959 Geschäftsführer staatlichen Baumwollentkapselungsanlage (Government Cotton Ginnery) in Richmond, ehe diese 1959 niederbrannte und nicht wieder aufgebaut wurde. Danach war er zwischen 1960 und 1967 als Unternehmer tätig und betrieb in Montrose eine Öl- und Seifenfabrik sowie eine Baumwollentkapselungsanlage.
1963 trat Eustace der 1955 von Robert Milton Cato mitgegründeten und geführten St. Vincent Labour Party (SVLP) als Mitglied bei und wurde für diese bei den Wahlen 1964 im Wahlkreis South Leward erstmals zum Mitglied des Versammlungshauses (House of Assembly) gewählt. Nach dreijähriger Zeit in der Opposition gewann die SVLP die Wahlen 1967. Im Anschluss wurde er im Mai 1967 von Robert Milton Cato, der nunmehr Chefminister wurde, zum Minister für soziale Dienste und Bildung berufen. Nachdem Cato am 27. Oktober 1969 erster Premierminister wurde, übernahm Eustace nach einer Kabinettsumbildung die Ämter des Bildungsministers sowie des Gesundheitsministers und bekleidete diese bis 1970. Am 4. Mai 1972 wurde er Sprecher des House of Assembly und übte das Amt des Parlamentspräsidenten bis zu seinem Rücktritt am 23. September 1974 aus.
Am 28. Februar 1985 löste Eustace Sydney Gun-Munro als Generalgouverneur von St. Vincent und den Grenadinen ab und verblieb in dieser Funktion bis zum 29. Februar 1988 aus, woraufhin Henry Harvey Williams das Amt kommissarisch übernahm. Am 30. Juli 1985 wurde er zum Knight Grand Cross des  Order of St. Michael and St. George (GCMG) erhoben, so dass er fortan den Namenszusatz „Sir“ führte. Am 27. Oktober 1985 wurde er zudem als Knight Grand Cross des Royal Victorian Order (GVO) ausgezeichnet.
Eustace war zwei Mal verheiratet. In erster Ehe heiratete er 1941 Elaine Harold, die jedoch kurz nach der Geburt der Tochter Elaine Marjorie Delores Eustace 1942 verstarb. In zweiter Ehe heiratete er 1947 Faustina Gatherer. Aus dieser Ehe ging der 1948 geborene Sohn Reynold Lambert Mountbatten Eustace sowie die 1952 geborene Tochter Margaret-Ann Eustace hervor.